# Едвард Желіговський
Е́двард Ві́тольд Желіго́вський (пол. Edward Witold Żeligowsky; 20 липня 1816, село Кореківці, Вілейський повіт, Віленська губернія; нині Вілейський район Мінської області — 28 грудня 1864, Женева) — польський поет, перекладач, філософ і громадський діяч.
У 1833–1836 роках Желіговський навчався в Дерптському (Тартуському) університеті. Був членом академічної корпорації «Konwent Polonia». 1838 року заарештований за участь у приготуванні повстання під керівництвом Шимона Канарського. Був інтернований[джерело?].
У 1842-му він повернувся на батьківщину[джерело?]. 1846 року видав гостру сатиричну поему «Йордан. Драматична фантазія», у якій пропагував ідею визволення селян. 1851 року Желіговського знову заарештували й заслали спершу до Петрозаводська, а тоді до Оренбурга. Там він зав'язав листування і заочно потоваришував із Тарасом Шевченком. Називав його мучеником і народним вождем, мав намір перекласти поему «Катерина» польською мовою. Шевченко пройнявся до Желіговського почуттям щирої дружби, високо цінував його поезію. За свідченням Броніслава Залеського, перекладав українською мовою деякі пісні свого польського побратима (втрачені).
На початку 1857-го Желіговський повернувся з заслання. 1858 року в Петербурзі видав польською мовою збірку «Поезії Антонія Сови», яку подарував Шевченкові з дарчим написом. 28 березня 1858 року український поет зустрівся з Желіговським на квартирі у Василя Білозерського. Там же 11 квітня 1858 слухав читання драми «Зорський» (друга, неопублікована частина драми «Йордан»). 13 травня 1858 Желіговський записав до «Щоденника» польською мовою вірш «До брата Тараса Шевченка», а український поет 19 вересня 1859 року написав «Подражаніє Едуарду Сові», що є переспівом пісні з драматичної поеми Желіговського «Зорський». Разом із Йосафатом Огризком у 1859 році Желіговський видавав політичну газету «Słowo» («Слово»), що пропагувала революційно-демократичні ідеї. Опублікував збірки «Poezye», «Dziś i wczoraj», драму «Jordan». У 1860 він емігрував до Парижа. Співпрацював з польською емігрантською пресою. Переклав польською мовою твори Олександра Пушкіна і Генріха Гайне. Останні роки життя провів у Женеві.
Шевченко не раз згадував Желіговського в «Щоденнику» і листуванні часів заслання. Зберігся лист Желіговського до Шевченка від 11 квітня 1858 року.

## Ушанування пам'яті

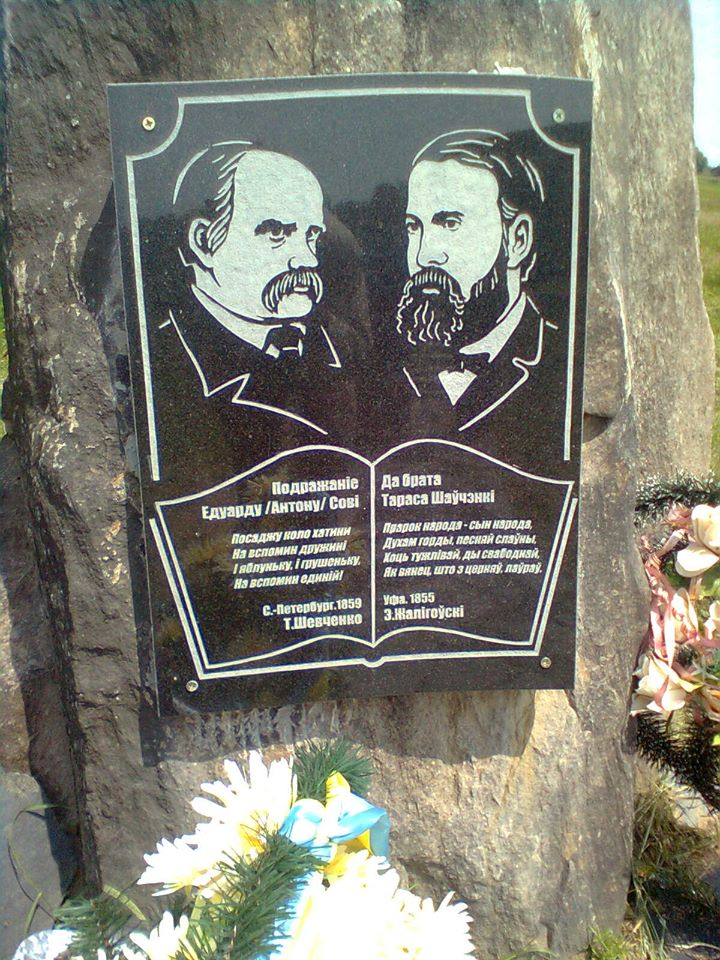
Фото пам'ятного знака, присвяченого дружбі Едварда Желіговського і Тараса Шевченка.

20 вересня 2009 року в селі Корековці Вілейського району відкрито пам'ятний знак, присвячений дружбі Едварда Желіговського і Тараса Шевченка.